# Port lotniczy Ipota
Port lotniczy Ipota (IATA: IPA, ICAO: NVVI) – port lotniczy położony na wyspie Eromango (Vanuatu).